# Veronica Taylor
Veronica Taylor (New York, 4 dicembre 1965) è una doppiatrice statunitense.
Ha doppiato in inglese Ash Ketchum, sua madre Delia e Vera nell'anime Pokémon, Kisara nel cartone animato Yu-Gi-Oh!, Yukino Miyazawa ne Le situazioni di Lui & Lei e Sailor Pluto nell'adattamento Viz Media di Sailor Moon.

## Doppiatrici italiane
Da doppiatrice è stata sostituita da:
- Simone Lupinacci in Advance Wars 1+2: Re-Boot Camp